# 国立保養地

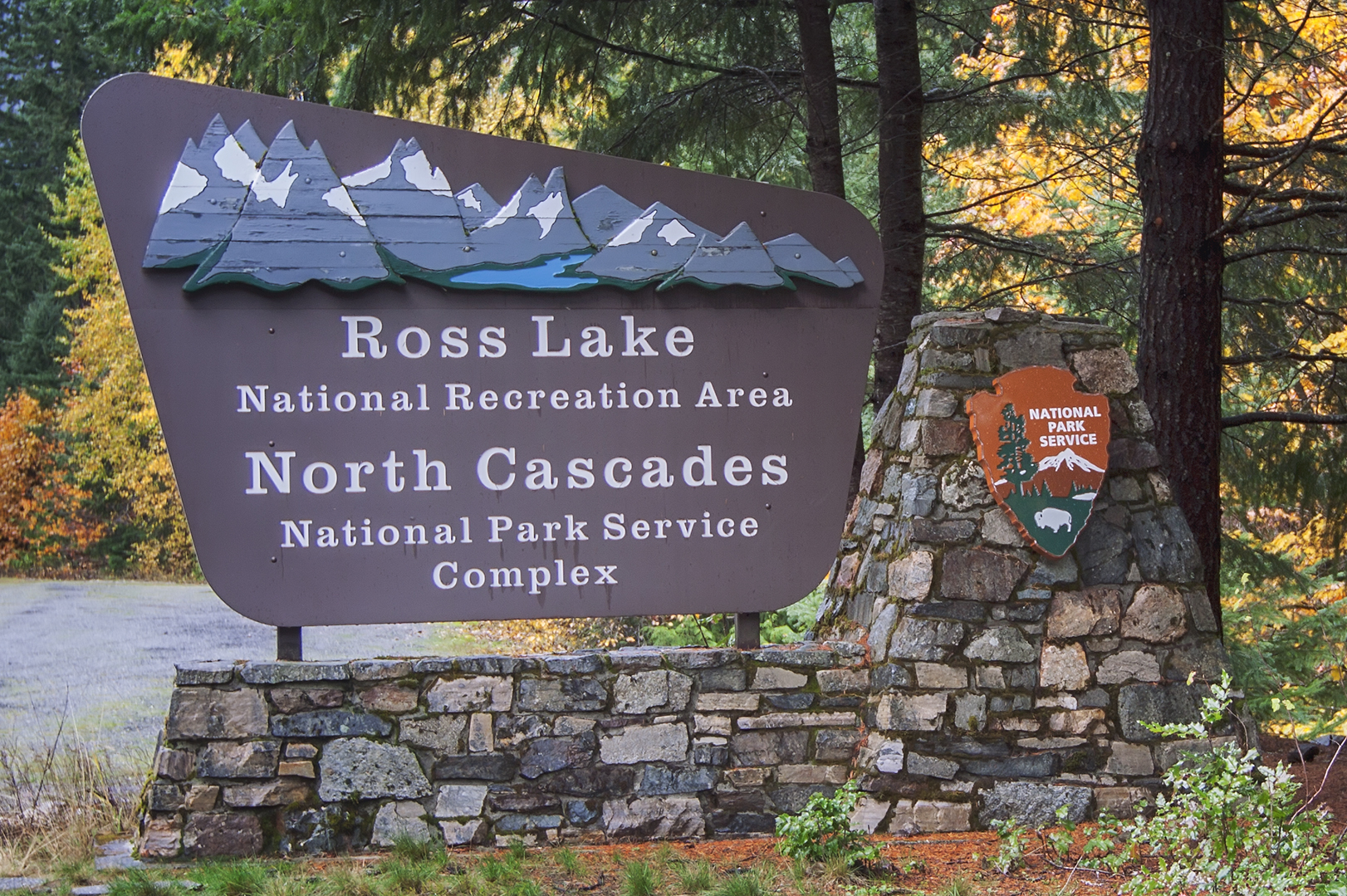
ワシントン州ロス・レイク国立保養地の表示盤

国立保養地（こくりつほようち, National Recreation Area, NRA）は、アメリカ合衆国における保護区域である。

## 歴史
初期の国立保養地は水利再生利用局及び国立公園管理局間の提案書によって確立された。
最初の国立保養地は、ボルダ―・ダム国立保養地であった。この国立保養地は後にミード湖国立保養地へと名前が変更されている。
1963年、保養諮問委員会は国立保養地の設立基準について基準が明確にされた大統領府政策を発行した 。1964年10月8日、連邦議会はミード湖周辺の地域を最初の国立保養地として定めた。
1965年には、スプルース・ノブ＝セニカ・ロックス国立保養地が森林局によって管理される最初の保養地となった。1972年には国立公園管理局によって運営されるゲートウェイ国立保養地が議会によって設立され、これにより初めての「都市型国立公園」となった。
かつては国立保養地の一つであったクヤホガ・バレー国立保養地は、2000年10月にクヤホガ・バレー国立公園へと再指定されている。

## 運営
これらの国立保養地はさまざまな連邦政府の機関によって運営されており、その多くは内務省ないし農務省によって運営されている。いくつかの国立保養地は公園管理局（内務省）、1つは土地管理局（内務省）、その他は森林局（農務省）によって管理される。